# 包国新
包国新（1951年6月—），男，汉族，江苏张家港人，中华人民共和国政治人物，曾任中共苏州市委副书记，苏州市人民政府副市长，江苏省财政厅厅长、党组书记，江苏省政协副主席、党组成员。